# Skovice (nádraží)
Skovice jsou dopravna D3, (někdejší železniční stanice) která se nachází jižně od obce Vrdy v okrese Kutná Hora na jejímž katastrálním území leží. Poblíž dopravny se nachází vesnička Skovice. Dopravna leží v km 5,512 (do roku 2021 byla udávána poloha v km 5,418) neelektrizované železniční trati Čáslav místní nádraží – Třemošnice mezi stanicí Čáslav, obvod místní nádraží a dopravnou Žleby. Z dopravny odbočuje trať Skovice – Vrdy-Bučice, která je evidována jako vlečka „GOLDBECK Prefabeton s.r.o. Skovice“.

## Historie
Nádraží Skovice bylo zprovozněno Rakouskou společností místních drah 6. ledna 1881 současně s otevřením trati z Čáslavi do Žlebů a odbočky ze Skovic do Vrdů-Bučic. V roce 1955 byla zastavena osobní doprava na trati do Vrdů-Bučic, v roce 1975 se status trati změnil na vlečku.
Na podzim 2021 proběhla přestavba dopravny, která přinesla změny konfigurace kolejiště a zhlaví.

## Popis dopravny

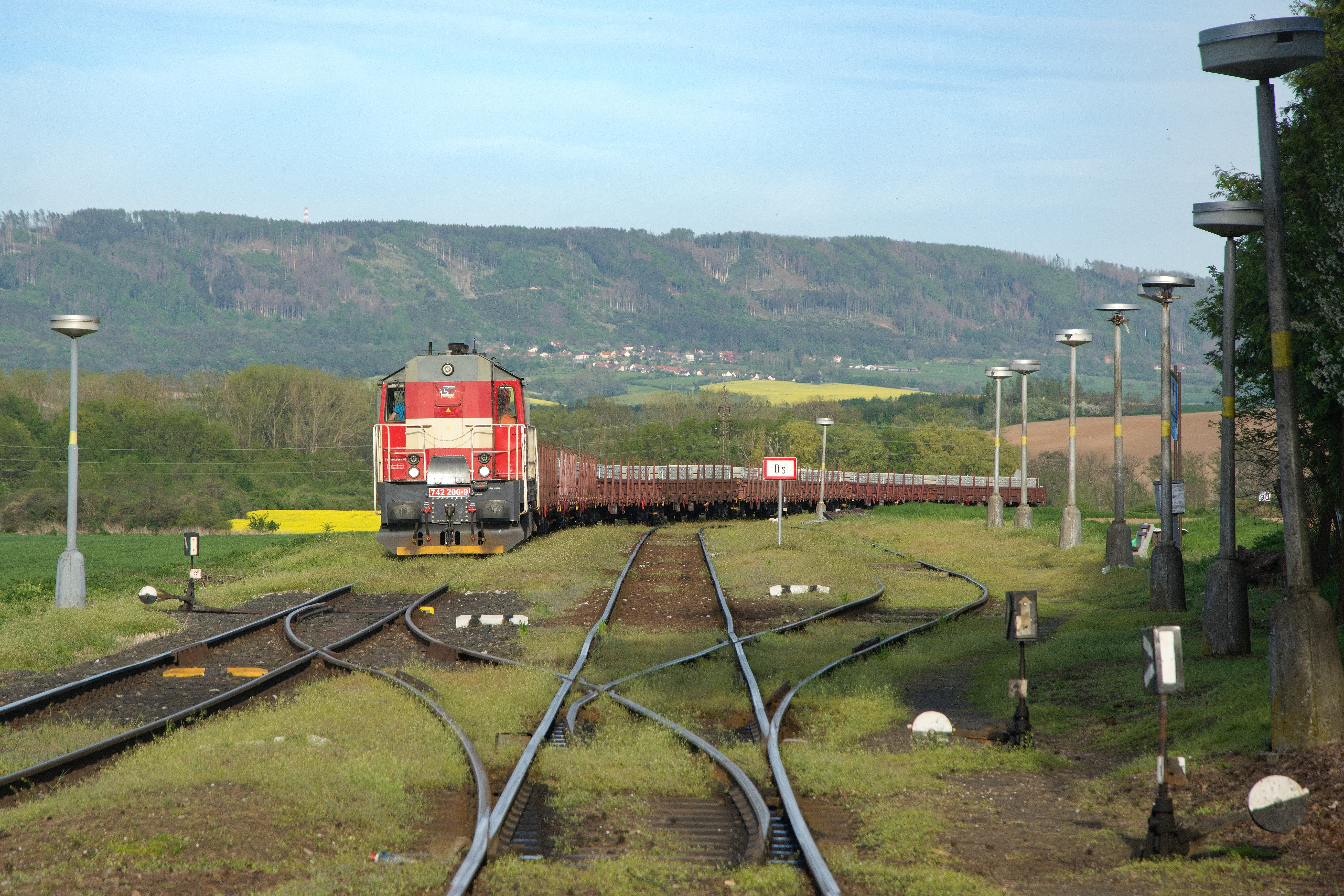
Nákladní vlak s vozy z vlečky Goldbeck Prefabeton, v popředí trojcestná výhybka na čáslavském zhlaví, stav před modernizací

### Do přestavby v roce 2021
V dopravně byly celkem tři průběžné koleje. Při pohledu od čáslavského zhlaví byla úplně vpravo kolej č. 2 (užitečná délka 97 m), následovala dopravní kolej č. 1 (97 m) a kolej č. 3 (95 m). Do koleje č. 3 byla na čáslavském zhlaví napojena vlečka GOLDBECK Prefabeton, na opačné straně dopravny pak třetí kolej pokračovala do kusé manipulační koleje č. 3a o délce 18 m. Celkem bylo v dopravně šest ručně přestavovaných výhybek (č. 1-3 na čáslavském zhlaví a č. 4-6 na žlebském zhlaví), ve skutečnosti však byly dvojice výhybek č. 1 + 2 a 5 + 6 vloženy v roce 1955 jako jedna výhybková konstrukce na ocelových pražcích, tzv. trojcestné výhybky.
U všech tří dopravních kolejí byla jednostranná sypaná nástupiště o délce 80 metrů a s hranou ve výšce 200 mm nad temenem kolejnice. Přístup na nástupiště u první a třetí koleje byl úrovňový s přechodem přes koleje. V dopravně nebyl přístřešek pro cestující.
Na čáslavském záhlaví v km 5,394 je přejezd č. P3745 na silnici III/33725 z Vrdů do Markovic, který je zabezpečen výstražnými kříži. Přejezd je dvoukolejný, protože vede i přes kolej vlečky. Dopravna je kryta lichoběžníkovými tabulkami, od Čáslavi v km 5,354, od Žlebů v km 5,714. Provoz v dopravně a na trati je řízen dirigujícím dispečerem z Čáslavi.

### Po přestavbě v roce 2021
V rámci přestavby dokončené v listopadu 2021 je byla zrušena kusá kolej č. 3a, tím byl snížen počet výhybek na pět, běžnými výhybkami byly nahrazeny původní třícestné výhybky na obou zhlavích. Došlo k mírným změnám užitečných délek kolejí, bylo zrušeno nástupiště u koleje č. 3, sypaná nástupiště u kolejí č. 2 a 1 byla nahrazena novými konstrukcemi. Došlo k prodloužení koleje č. 3 pro potřeby nákladní dopravy. Byl zřízen přístřešek pro cestující. Lichoběžníkové tabulky byly přesunuty do nových poloh: od Čáslavi do km 5,307, od Žlebů v km 5,730. Provoz je dále dirigován z Čáslavi.

## Galerie

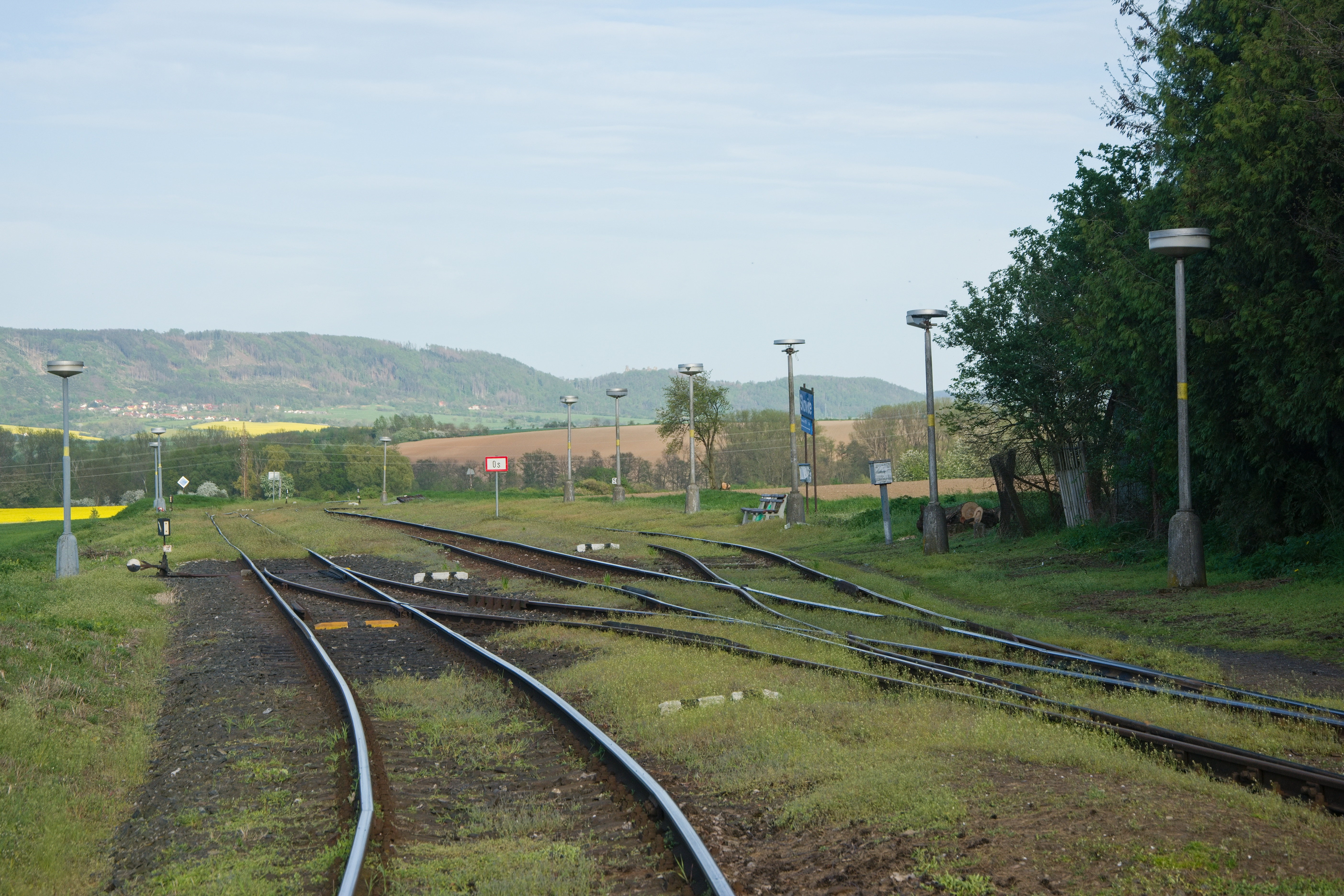
Skovice před modernizací
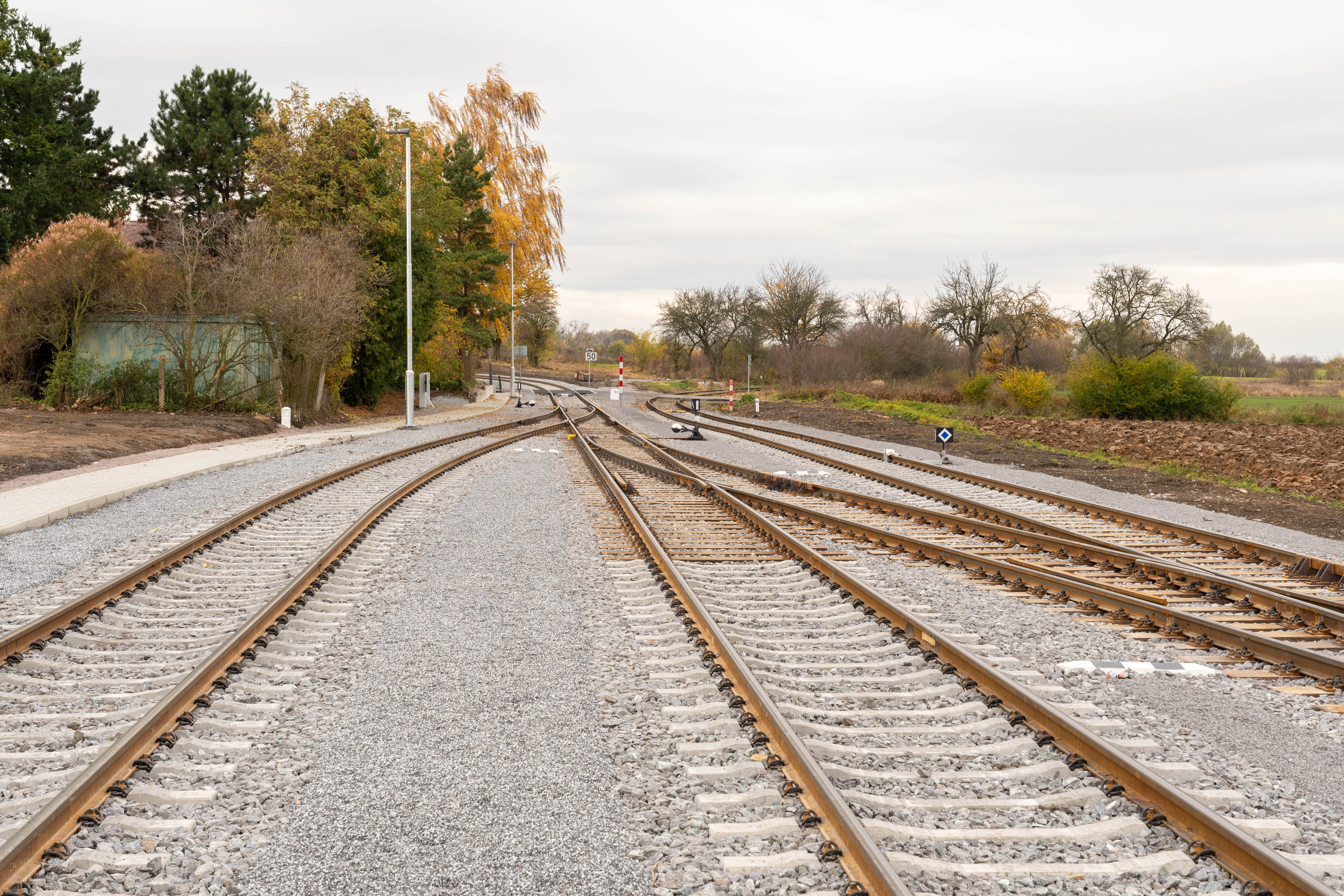
Čáslavské zhlaví v roce 2021
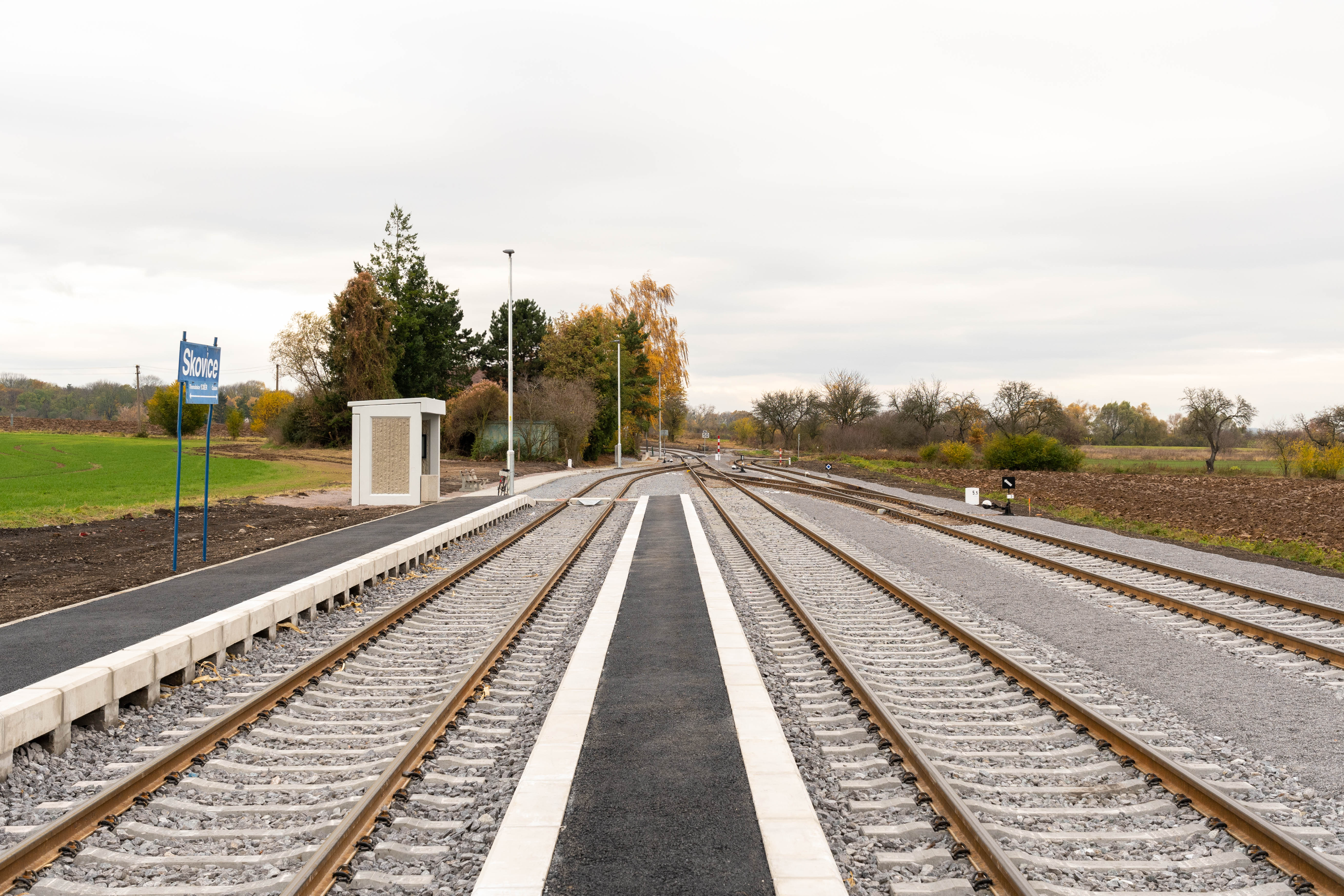
Nová nástupiště a čáslavské zhlaví v roce 2021
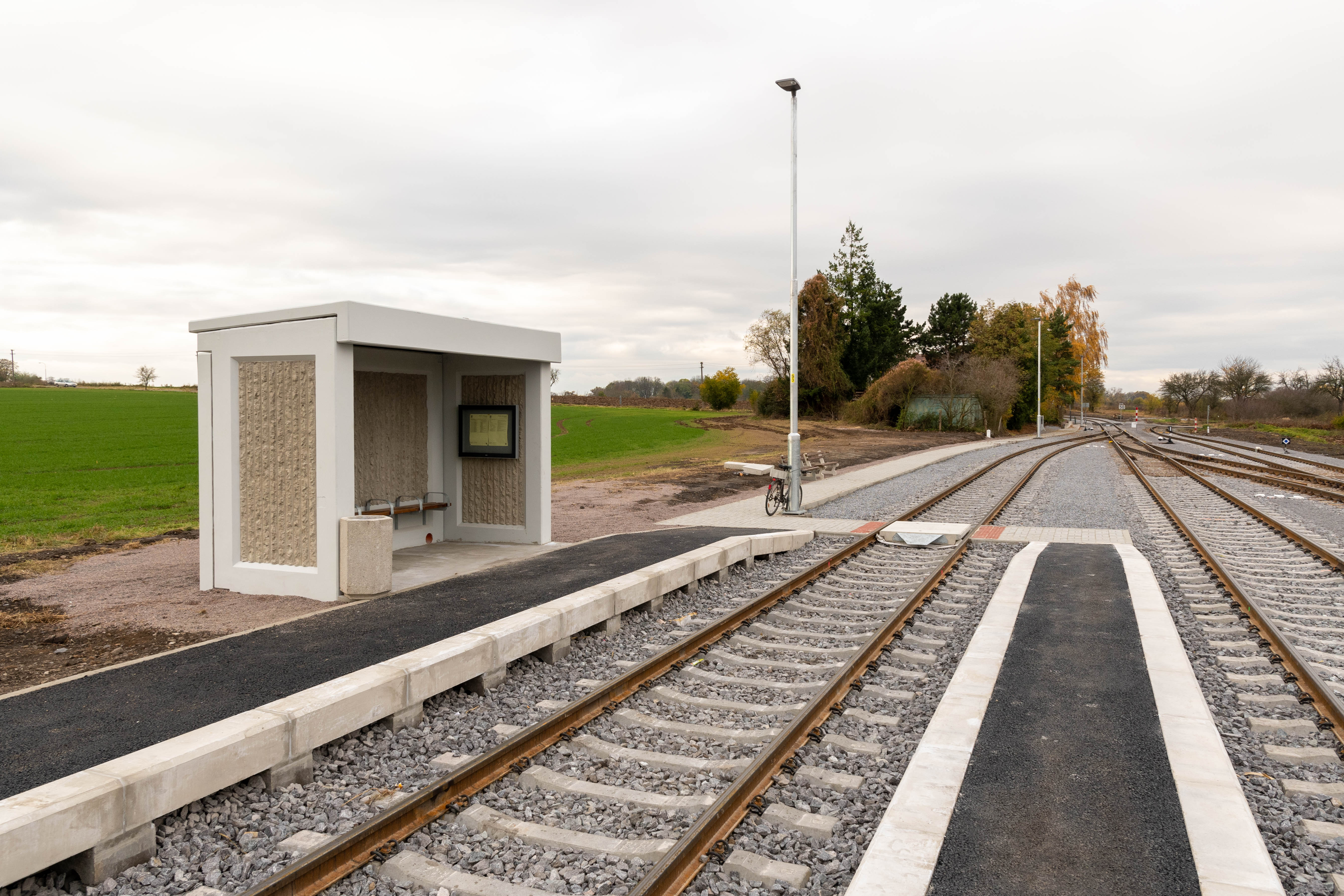
Přístřešek a přechod přes kolej v roce 2021
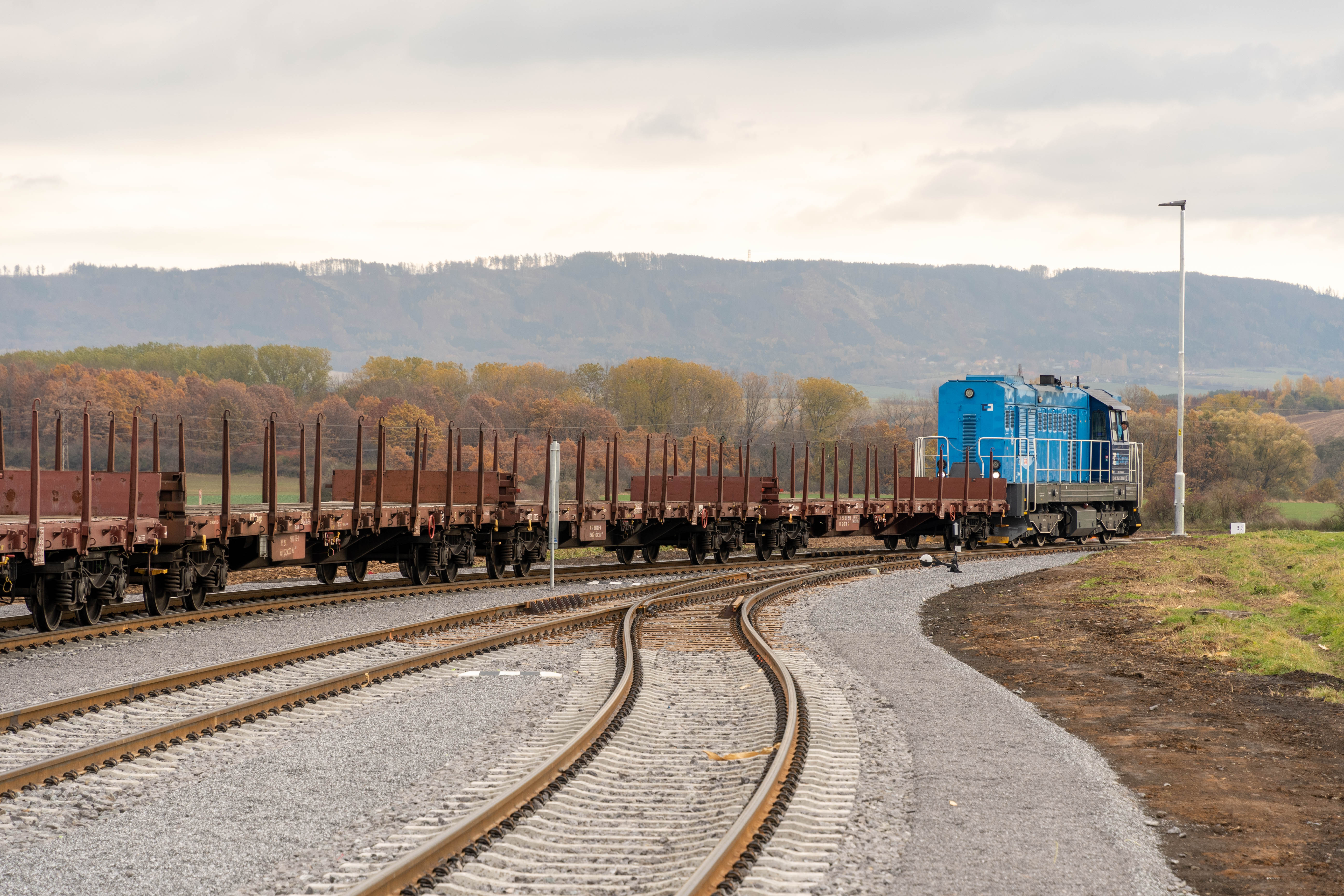
Lokomotiva 742.216 při posunu na žlebském zhlaví
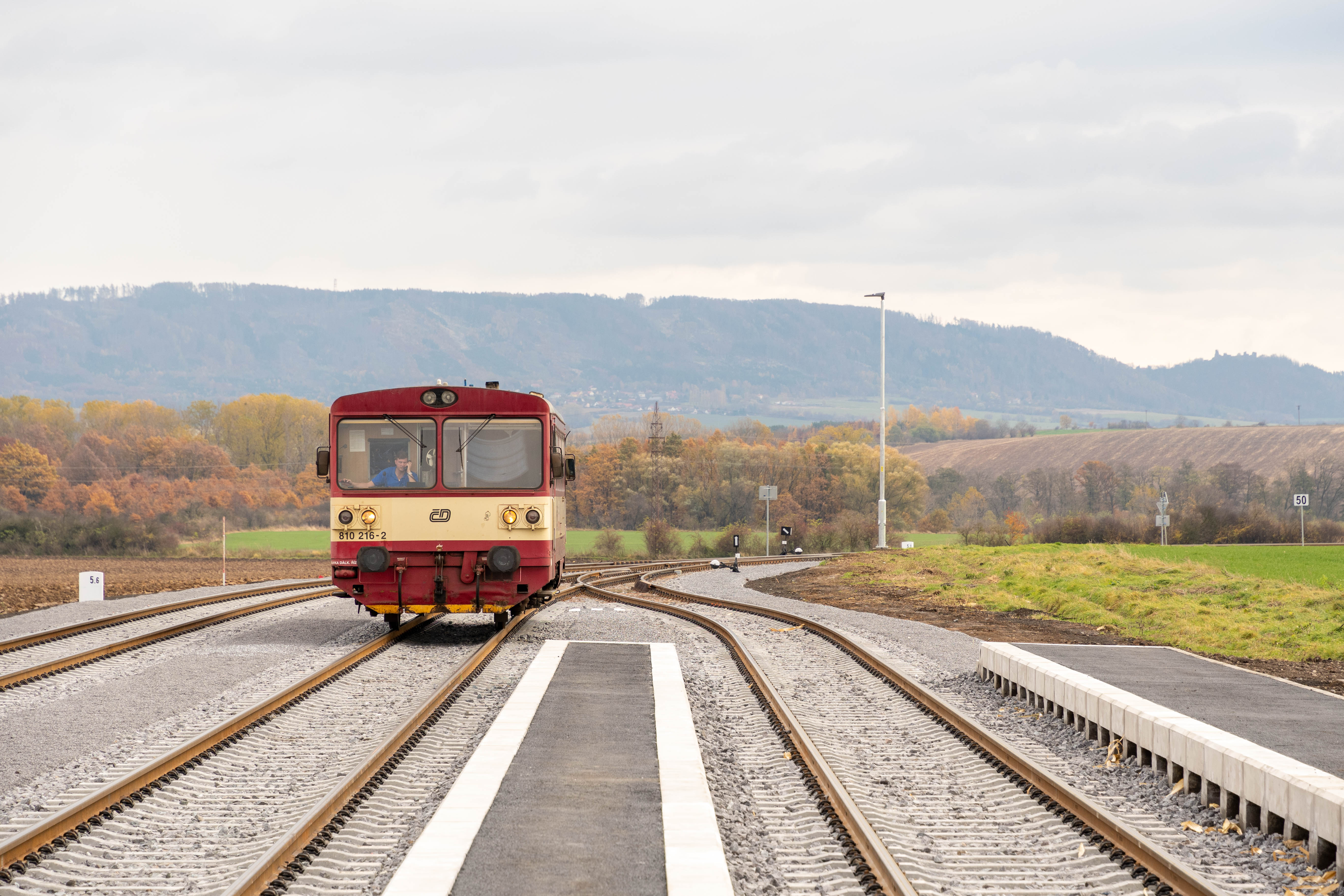
Osobní vlak vedený motorovým vozem 810.216 přijíždí do dopravny Skovice